# Супия
Супия (исп. Supía) — город и муниципалитет в центральной части Колумбии, на территории департамента Кальдас. Входит в состав Верхне-Западного субрегиона.

## История
Поселение, из которого позднее вырос город, было основано в 1540 году. Муниципалитет Супия был выделен в отдельную административную единицу 28 ноября 1813 года.

## Географическое положение

Муниципалитет Супия

Город расположен в северо-западной части департамента, в пределах горной местности Западной Кордильеры, к западу от реки Кауки, на расстоянии приблизительно 41 километра к северо-западу от города Манисалес, административного центра департамента. Абсолютная высота — 1167 метров над уровнем моря.
Муниципалитет Супия граничит на северо-востоке с территорией муниципалитета Мармато, на востоке — с муниципалитетом Ла-Мерсед, на юго-востоке — с муниципалитетом Филадельфия, на юге и западе — с муниципалитетом Риосусио, на севере — с территорией департамента Антьокия. Площадь муниципалитета составляет 118,5 км².

## Население
По данным Национального административного департамента статистики Колумбии, совокупная численность населения города и муниципалитета в 2024 году составляла 29 990 человек.
Динамика численности населения муниципалитета по годам:
| 2005   | 2010   | 2015   | 2020   | 2021   | 2022   | 2023   | 2024   |
| ------ | ------ | ------ | ------ | ------ | ------ | ------ | ------ |
| 24 847 | 25 789 | 26 728 | 29 319 | 29 505 | 29 657 | 29 856 | 29 990 |

## Экономика
Большинство трудоспособного населения занято в выращивании кофе, сахарного тростника и бананов, а также в добыче полезных ископаемых.